# باشگاه کمدی
باشگاه کمدی نمایش تلویزیونی استندآپ کمدی روسی است که از تاریخ ۲۳ آوریل ۲۰۰۵ از طریق شبکه روسی TNT پخش می‌شود.
ایدهٔ تشکیل این باشگاه به سال ۲۰۰۱ بازمی‌گردد و به مرور زمان هنرمندان جدیدی از برنامه‌ای «جنگ کمدی» به این نمایش پیوستند. همچنین در سال‌های ۲۰۰۵ و ۲۰۱۳ هنرمندانی از KVN هم به این نمایش پیوستند.
صدمین قسمت این نمایش در تاریخ ۱۵ مارس سال ۲۰۰۷ از طریق شبکه TNT پخش شد. قسمت‌های این نمایش به صورت منظم پخش می‌شدند — برای مثال، از سال ۲۰۰۶ تا ۲۰۰۷ نمایش‌های باشگاه کمدی از طریق شبکه کانال یک روسیه پخش می‌شدند.